# Císařské lázně (Karlovy Vary)
Císařské lázně (německy Kaiserbad) dnes zvané též Lázně I je novorenesanční reprezentativní lázeňská budova, která se nachází na Mariánskolázeňské ulici č. 306/2 na jižním okraji v Karlových Varů. V době své největší slávy byly Císařské lázně středem lázeňské péče ve městě. Od roku 2010 je objekt chráněn jako národní kulturní památka.

## Historie

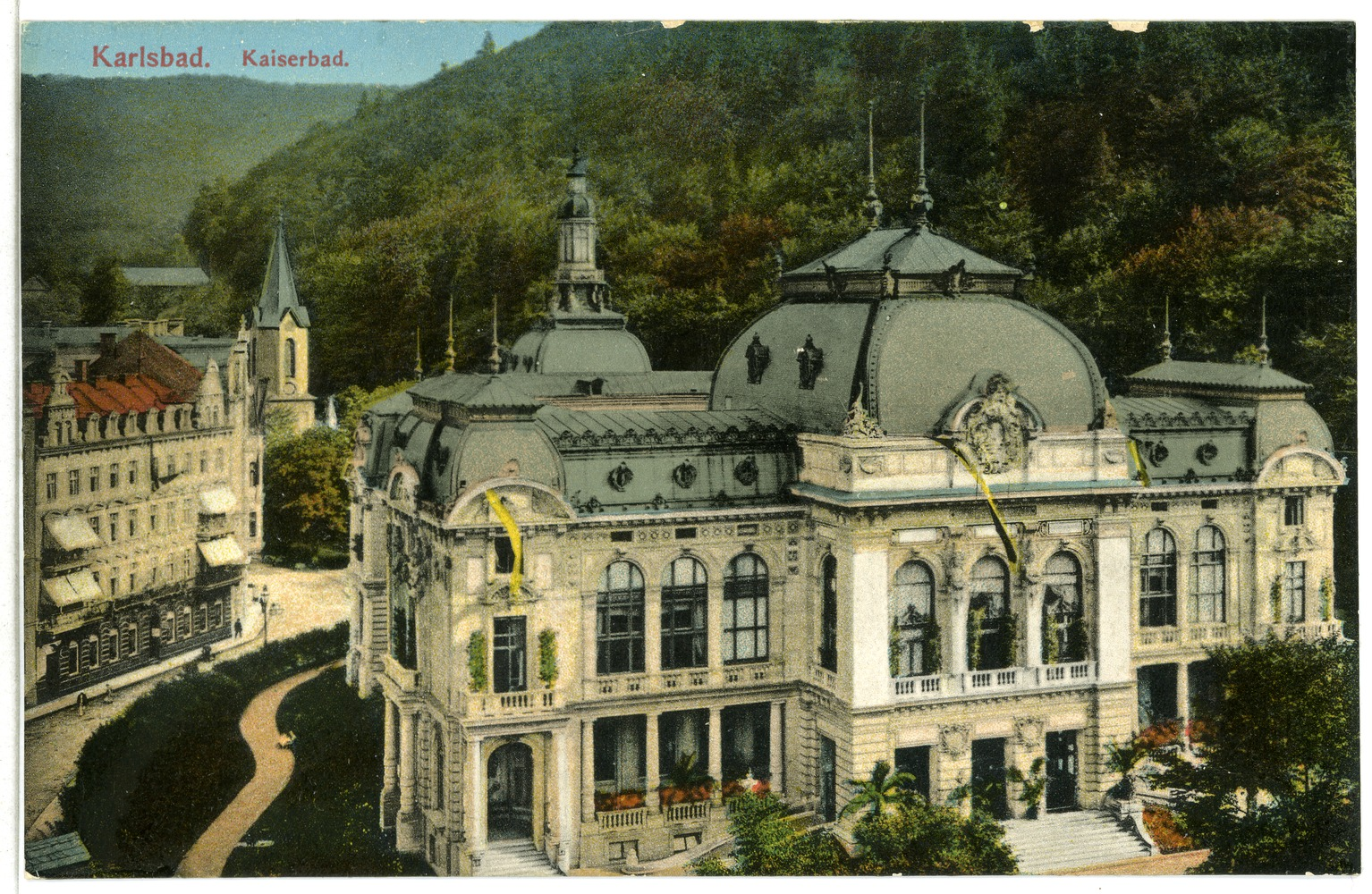
Budova Císařských lázní na pohlednici z roku 1910

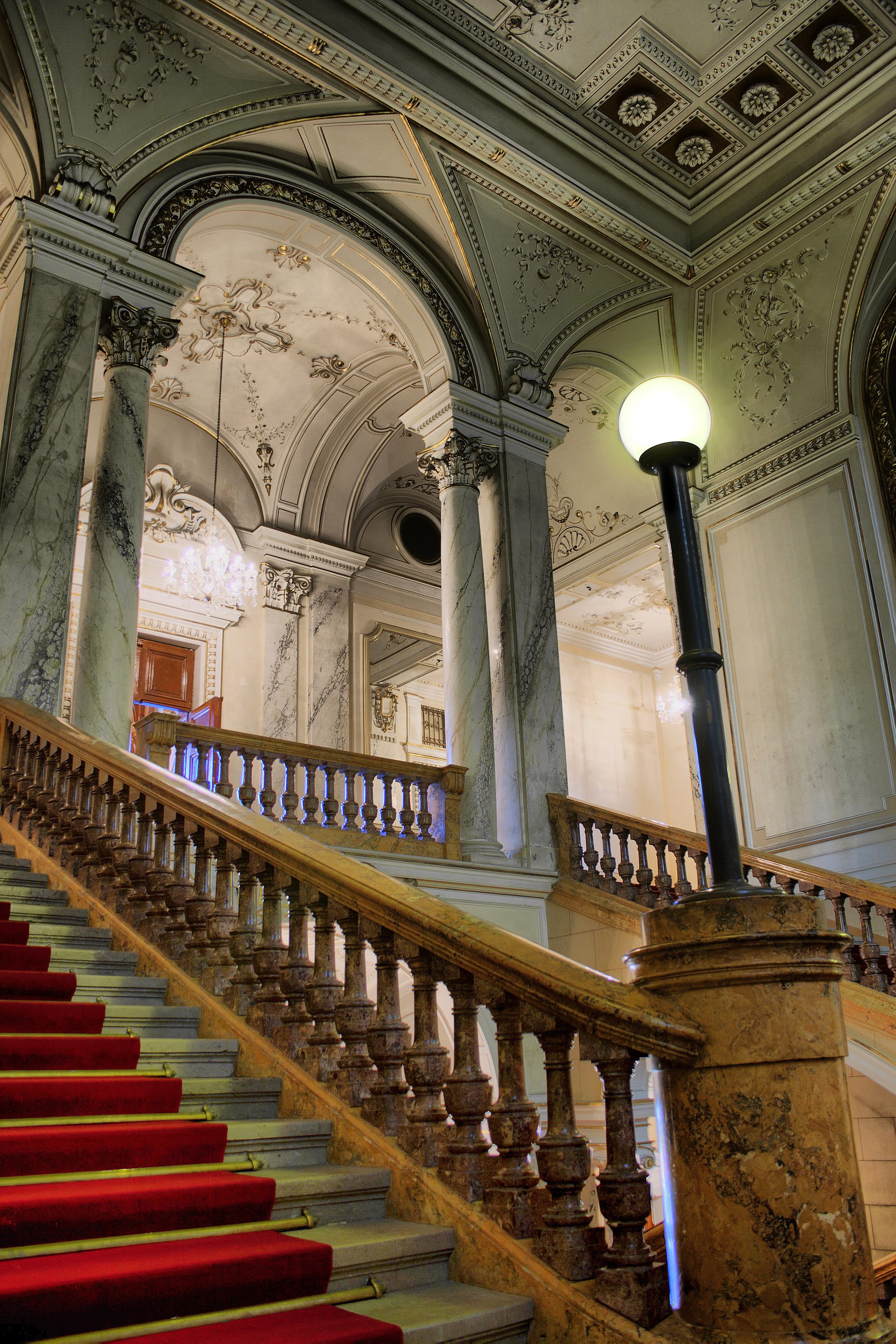
Centrální schodiště v interiéru Císařských lázní

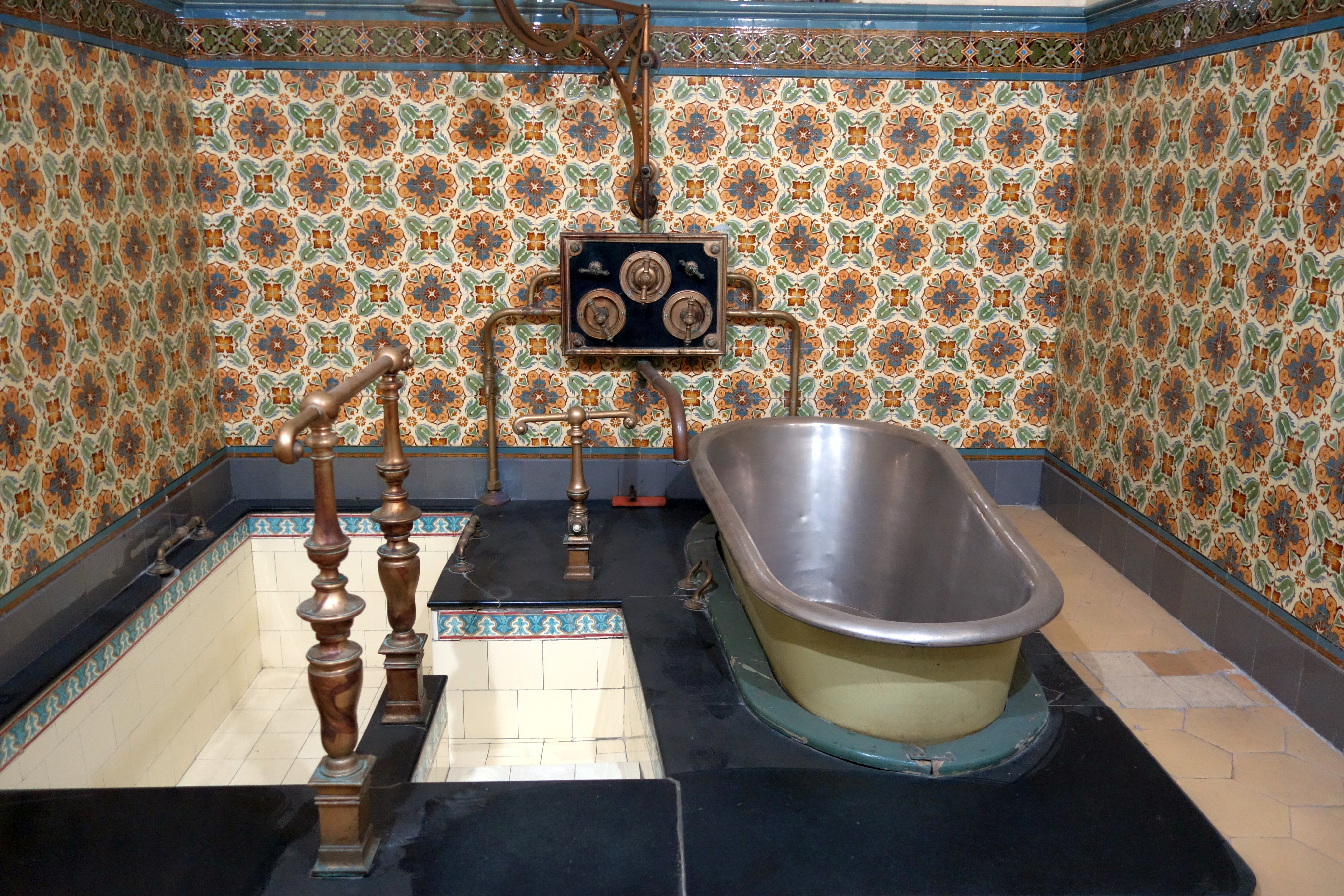
Koupele

Nejpozději koncem roku 1891 přišel karlovarský městský radní a významný balneolog, dr. Karel Becher s myšlenkou vybudování důstojného lázeňského zařízení v hospodářsky rychle se rozvíjejícím městě rakousko-uherské monarchie. Pro účel výstavby lázní byl zakoupen nefunkční pivovar s pozemkem na břehu říčky Teplé.
Stavební plány byly navrženy rakouským ateliérem Fellner a Helmer, původní schválená částka na výstavbu neměla překročit částku 500 000 zlatých, celkové náklady při dokončení stavby z důvodu nutnosti řešení nových technických obtíží však činily 985 304,47 zlatých. Roku 1893 byl stržen pivovar a v roce 1895 v neobarokním slohu. Na stavbě a výzdobě budovy se podílelo množství firem místních i zahraničních.
Stavba byla předána k užívání 5. května 1895, ačkoli nebyly zcela dokončeny některé menší úpravy interiéru, zejména dekorace.
Slavnostní zahájení provozu Císařských lázní se konalo 6. května 1895. Byla přečtena zakládací listina a spolu s karlovarskými novinami, katastrálními mapami, propagačními brožurami, kurlisty a dobovými mincemi uložena do kovové schránky a zazděna pro budoucí generace. Dne 19. května 1898 vznikl v podkroví budovy požár. Poškozena byla střecha nad levým zadním traktem s minerálními koupelemi a věžová maska komínu. Budova však byla rychle opravena.
Po vzniku Československa byly Císařské lázně v říjnu 1922 přejmenovány na Lázně I. Dílčí stavení úpravy v suterénních prostorách proběhly v roce 1926. Větší rekonstrukce zaměřená na zajištění celoročního provozu proběhla v letech 1948–1953.
Ve druhé polovině 20. století lázně chátraly. Koncem 80. let skončil lázeňský provoz, budova sloužila jako kasino a příležitostně pro kulturní a společenské události.
Od prosince 2019 do června 2023 probíhala rozsáhlá celková rekonstrukce za 1,4 mld. korun.

## Stavební podoba
Císařské lázně patří k nejcennějším karlovarským stavbám. Budova byla postavena v historizujícím stylu francouzské neorenesance. Zastavěná plocha zaujímá 2800 čtverečních metrů.
Nad hlavním vstupem se nachází znak Karlových Varů. V okolí jsou to pak jména nejvýznačnějších karlovarských lékařů. Nad vstupem do Císařských lázní jsou uvedena jména nejvýznamnějších karlovarských lékařů, mezi které patřili zejména Václav Payer, David Becher, Eduard Hlawaczek, Gallus von Hochberger a Rudolf Mannl. Chybí mezi nimi ovšem významný karlovarský lékař švýcarského původu Jean de Carro, který hovořil francouzsky a proto ho němečtí radní neměli v lásce. Významně se však zasloužil o propagaci Karlových Varů v západní Evropě. Zásluhy Jeana de Carro byly doceněny až později a v roce 1968 bylo jeho bustě od Josefa Brzděka vyhrazeno místo na odpočívadle impozantního schodiště.
Interiér hlavní budovy tvoří v patře Zanderův sál, kde se nacházelo cvičební nářadí pro gymnastiku. Dnes je zde výstava věnovaná samotným lázním a význačným osobám, které navštívily Karlovy Vary. Nacházejí se zde nástěnné malby a bohatě vyřezávané obložení. Na malbách jsou vyobrazeny postavy významných návštěvníků města od doby renesance do roku 1791. Je zde portrét královny Marie Terezie, Johanna Wolfganga von Goethe, či Bohuslava Hasištejnského z Lobkovic.
V přízemí se nacházela císařská lázeň, která byla určena pro císaře Františka Josefa I. Ve vnějším traktu je zastřešený dvorek. Okolo něj byly jednotlivé lázeňské prostory.
Při celkové rekonstrukci na přelomu 10. a 20. let 21. století byl v zastřešeném atriu budovy vybudován multifunkční sál od architekta Petra Hájka. Je tvořen samostatnou ocelovou konstrukcí usazenou na šesti nohách, tak aby se nedotýkala historických stěn. Sál je vyveden v červené barvě a akustiku má vyřešenou polohovatelnými přetáčivými panely umožňující přizpůsobení prostoru různým účelům.